# Barranc Fondo (Sant Esteve de la Sarga)
El Barranc Fondo, és un barranc del terme de Sant Esteve de la Sarga, a la zona de Mont-rebei.
Es forma a 533 m. alt., per la unió del barranc de la Maçana i del barranc de Sant Jaume. El seu recorregut és curt, atès que de seguida, fent un revolt de primer cap al nord i després cap a ponent, arriba a la Noguera Ribagorçana.